# Yūtarō
Yūtarō (jap. ゆうたろう, ユウタロウ) lub Yutarō (jap. ゆたろう, ユタロウ) – japońskie imię męskie.

## Możliwa pisownia
Znaki użyte do zapisania „tarō” (太郎) znaczą „duży, syn”. Może to być także samodzielne imię, które przeważnie otrzymuje najstarszy chłopiec. Do zapisania „yu” lub „yū” używa się różnych znaków, o różnym znaczeniu (np. 勇 „odwaga”, 優 „elegancja, wybitność”, 悠 „spokojny”).

## Znane osoby
- Yūtarō Abe (祐大朗), japoński piłkarz Gainare Tottori
- Yūtarō Hara (裕太郎), japoński piłkarz Sanfrecce Hiroshima
- Yūtarō Ōsaki (雄太朗), japoński gracz zawodowej ligi baseballa
- Yūtarō Yamauchi (佑太郎), japoński kick-boxer

## Fikcyjne postacie
- Yutarō Tsukayama (由太郎), bohater mangi i anime Rurōni Kenshin